# ASP.NET Razor
Razor是ASP.NET的一种采用C#或VB.NET语言创建动态网页的方法。

## 历史
Razor于2010年6月开发。2011年1月随Microsoft Visual Studio 2010发布。并作为MVC 3和WebMatrix 工具集的一部分。
Razor已经是AspNetWebStack和ASP.NET Core的一部分。

## 设计
ASP.NET Web Forms (.aspx)使用<%= %>符号指出代码块的边界。但Razor语法采用@字符指出代码块。减少了键盘输入。其他优点还有：
- 支持IntelliSense – 语句自动补全
- 支持"layouts" – Web Forms (.aspx)"master page"概念的另一种实现。
- 单元测试